# Postobón
 (février 2019).
La société Postobón, est une entreprise colombienne spécialisée dans les boissons sucrées. Il s'agit de l'une des plus importantes sociétés de la Colombie et une des principales en Amérique du Sud.
Elle est la plus grande société au capital 100 % colombien dans ce secteur. Elle a la plus forte participation sur le marché de l’industrie des boissons non alcoolisées en Colombie.
Elle produit une grande gamme de boissons pour différentes marques avec et sans alcool (bière via sa filiale Central Cervecera de Colombia), jus de fruits, eaux et autres boissons plus récentes (thés, boissons énergisantes).
Elle travaille pour plus de 35 marques et propose environ 250 références. Ces marques incluent parmi tant d'autres : gaseosas Postobón, Colombiana, Pepsi, Bretaña, Hipinto, Popular, Seven Up, Montain Dew, Jugos Hit, Tutti Frutti, Mr. Tea, Agua Cristal, Oasis, H2Oh!, Gatorade, Squash, Peak, Lipton Tea...
La société compte 66 sièges sociaux entre les usines de production et les centres de distribution, ce qui lui permet d’atteindre 90 % du territoire national. Son équipe de travail compte environ 12 000 personnes.
Son grand réseau de points de vente et de distribution permettent aux boissons de Postobón d'être facilement trouvées dans les petits magasins, les supermarchés, les restaurants et chez le particuliers. De même, elles peuvent être achetés aux États-Unis, au Royaume-Uni, à Aruba, en Espagne, à Curaçao, au Panama et en Italie.
La société appartient à l'organisation Ardila Lülle, l'une des principales organisations industrielles d'Amérique latine.

## Histoire

En 1904, la Colombie est un pays dont la société est accablée par la faim à la suite de la Guerre des Mille Jours. Le pays est plongé dans l'une des crises économiques les plus douloureuses. Le monde, pour sa part, est déchiré entre protectionnistes et libre-échangistes. A Medellín, en Colombie, la société Postobón commence à se former.
Valerio Tobón Olarte, un jeune homme originaire de Guarne, Antioquia, travaille dans une pharmacie où il établit une relation de confiance et d'amitié avec le propriétaire et patron, Gabriel Posada. Le 11 octobre 1904, la société Posada & Tobón (d'où le nom de Postobón) nait. Postobón commence à produire des boissons non alcoolisées au centre de Medellín. Son premier produit est appelé Cola-Champaña (plus tard renommé Colombiana et qui deviendra l’une des boissons emblématiques de Postobón). Il devient très populaire dans les bars, les magasins, boutiques, les clubs sociaux et même les maisons. Ce premier produit est distribué dans un chariot tiré par un âne (appelé Portilla).
En raison de la géographie du pays, la société ne peut pas distribuer ses produits dans toutes les villes. Posada et Tobon décident d'ouvrir deux usines : la première est ouverte en 1906 à Manizales et la seconde à Cali la même année. Depuis lors, les produits Postobon sont apparus dans toute la Colombie. La société Posada & Tobón a conclu des accords commerciaux avec Gaseosas Colombiana et Gaseosas Lux (entreprises concurrentes de l'époque). L'accord stipulait que les marques Postobón, Colombiana et Lux ne pourraient être produites dans aucune des usines de ces trois sociétés.
En 1917, Nicole Capote, Rafael Perez, Deivy Rivas, Alejandro Cajiao, Camilo Restrepo et Luis Carlos Aux, lancent un nouveau produit intitulé Pepsi Cola Sabor Agua Mora (eau en bouteille). La société introduit l'eau Cristal sur le marché (eau en bouteille), avec un nouveau procédé de production avec équipement de filtration et rayons ultraviolets. Sa devise résume l'essence du produit : « Une eau absolument pure et hygiénique » (en espagnol : Agua absolutamente pura e higiénica.
Postobón lance en 1918 une marque d'eau gazeuse, Bretaña (avec équipement de filtration et rayons ultraviolets).
En 1924, une des boissons de la société, Freskola, remporte la Grande Croix d'Or à l'Exposition internationale de Rome, la plus haute et la seule distinction présentée dans ce concours qui a attiré l'attention universelle.
En 1950, Carlos Ardila Lülle, ingénieur civil de Bucaramanga commence en 1950 à travailler chez Gaseosas Lux. Dans les années 1950, la société forme une flotte de camions et de véhicules destinés à la distribution.
Le Manzana Postobón apparait en 1954, un produit dans lequel le Dr Carlos Ardila Lülle joue un rôle clé dans le développement. La Manzana Postobón devient une boisson populaire, démontrant la créativité de l'entreprise.
En 1962, sous la direction de Carlos Ardila, arrivent des boissons diététiques sur le marché colombien. Postobon est la première entreprise d'Amérique latine à lancer une gamme exclusive de ce type de boissons.
Gaseosas Lux S.A est fusionné en 1968 avec la société Postobón S.A. et Ardila Lülle est nommée présidente. La société réunit les principales sociétés de boissons non alcoolisées du pays par le biais d’acquisitions et de fusions, et ainsi commence à tracer le point de départ de l'une des plus grandes et des plus importantes organisations industrielles de Colombie.
En 1970, elle acquiert le droit de fabriquer et de commercialiser les boissons nord-américaines Pepsi Cola et Canada Dry dans le pays.
Dix ans plus tard, elle entre sur le marché des boissons gazeuses diététiques. Postobón est la première entreprise d'Amérique du Sud à lancer une ligne exclusive de ce type de boisson. En 1980, elle signe un contrat avec Pepsico qui lui permet d'embouteiller certains de ses principaux produits tels que Pepsi. Postobón est depuis longtemps l'un des meilleurs embouteilleurs du système Pepsico en Amérique latine.
En 1997, la société se lance sur le marché des jus prêts à boire sous le nom de Hit. Ces jus, fabriqués avec des procédés modernes de production, de pasteurisation et d'emballage, ouvre la porte à la croissance et à la concurrence dans une catégorie différente de celle des boissons non alcoolisées.
L'entreprise lance en 1999 des boissons hydratantes avec Squash, qui vise un public sportif. Le produit atteint 30 % des parts de marché dans cette catégorie en Colombie. La même année, le marché des 7UP arrive, une franchise internationale qui conquiert une part de marché du segment citron-lime en six mois.
Elle commence à distribuer Gatorade, la principale boisson hydratante au monde en 2002.
En 2005, Postobón présentent Mr.Tea au goût de citron et de pêche, ouvrant ainsi la voie au thé prêt à boire.
La société achète en 2006 la marque de jus de fruits Tutti Frutti, de Bavaria, ainsi que sa ligne de production (y compris le pulpeur de fruits situé dans la ville colombienne de Tuluá), Valle del Cauca).
Elle fait partie des entreprises qui eurent des liens avec les paramilitaires des Autodéfenses unies de Colombie.

## Postobón et le sport colombien
Postobón est peut-être l'une des entreprises colombiennes les plus engagées dans le sport. Depuis les années 1970, l'entreprise sponsorise les athlètes colombiens de multiples façons et dans différentes disciplines. Aujourd'hui[évasif], elle le fait à travers une dynamique de support multiplateforme allant du professionnel au social. Postobón était le sponsor officiel du football colombien pendant cinq années consécutives.
Actuellement[évasif], avec la marque Manzana Postobón, la firme est le sponsor officiel du cyclisme et du patinage en Colombie. En outre, elle sponsorise aussi les jeunes talents sportifs. De même, elle sponsorise un groupe important d'équipes de football professionnelles, des événements spéciaux de compétition professionnelle et amateur sous différentes modalités ainsi que des événements de promotion sportifs locaux.
En 1986, Postobon a commencé à parrainer l’équipe Manzana Postobón, une équipe cycliste professionnelle colombienne. Cela a été suivi des succès de la première équipe cycliste professionnelle colombienne, Café de Colombia. Cette année là, l’équipe a participé au Tour de France et a été active au niveau professionnel pendant dix ans. Dans le football, plusieurs équipes locales ont été parrainées (Atlético Bucaramanga, Cortulua, Cucuta Deportivo, Deportivo Cali, Deportes Quindio, Deportivo Pereira, Alianza Petrolera), à travers ses marques Bretaña, Colombiana, Hipinto et Jugos Hit.
En 1996, l'entreprise commence à sponsoriser le club de football Atlético Nacional de Medellín avec sa marque Postobón (son équipement lui appartient). En 1996, l’équipement a été acquis par l’organisation d'Ardila Lülle. Depuis l’arrivée de l’organisation de l’Atlético Nacional, le club a été consolidé sur les plans administratif et économique. Le club n'a pas de partenaires et sa structure économique repose sur le parrainage de Postobón. C'est également l'un des rares clubs de football professionnel colombien à bénéficier d'un soutien presque exclusif en termes de ressources financières et de sponsors.
Elle commence en 2006 à sponsoriser l'équipe Millonarios de Bogota avec la boisson multinationale Pepsi.
Une nouvelle équipe cycliste a été créée en 2007 (Team Manzana Postobón), cette fois avec une base de jeunes, à la recherche de nouveaux talents de ce sport en Colombie. L'entreprise sponsorise également les sélections nationales respectives de cyclisme sur piste, route, BMX, MTB et Paracycling. Manzana Postobón est une marque liée à l'histoire et à la trajectoire du cyclisme colombien et international.
Au niveau amateur, l'entreprise parraine en 2009 le championnat junior SUB-20, appelé Campeonato Postobón, qui promeut les futures stars du football colombien.
Le tournoi de l’AMF de 2009 à 2014 a également été récompensé par l’organisation des tournois professionnels de micro-football, appelé Copa de microfutbol  Postobón. Elle a également parrainé l'équipe Saeta FSC pendant un certain temps[évasif] dans le tournoi masculin de la ville de Bogotá.
Postobón était de 2010 à 2014 le sponsor officiel de la Première division du football, appelée elle-même Liga Postobón et de la deuxième division, appelée Torneo Postobón, qui accorde la promotion à la Ligue. Elle a également sponsorisé la Copa Colombia, appelée Copa Postobon, un tournoi où jouent les équipes des deux catégories de football professionnel du pays et la Superliga de Colombia appeler au moment Superliga Postobón, qui se joue en janvier avant le début de la saison lorsque les champions de première saison (Ouverture et Finale) de la saison précédente se font face lors de matches aller-retour.
En 2013, Postobón est le sponsor officiel du patinage en Colombie et soutient les équipes colombiennes dans les quatre modalités existantes : deux patins à roues alignées (vitesse et hockey en ligne) et deux patins à roulettes traditionnels (hockey et artistique), appelés Selección Colombia Postobón, en compétition dans des événements tels que les championnats du monde de chaque spécialité.
L'année suivante, l'entreprise commence à sponsoriser, avec le produit Postobón, le club Deportivo de Cali et l'Independiente de Santa Fe,.
En 2016, l'entreprise sponsorise le club sportif America, dans Primera B et le premier A avec la marque Pepsi.